# Islands president
Islands president (isländska: Forseti Íslands) är Islands statschef. Presidenten väljs direkt för en period på fyra år och kan väljas om flera gånger. Sedan ämbetet inrättades den 17 juni 1944 har endast sju personer suttit på posten. 
Presidenten ingår inte i regeringen som leds av Islands statsminister. Presidentens makt är begränsad och den verkställande makten ligger i första hand hos regeringen.

Den isländska presidentens residens är Bessastaðir, beläget i Álftanes i närheten av huvudstaden Reykjavik.

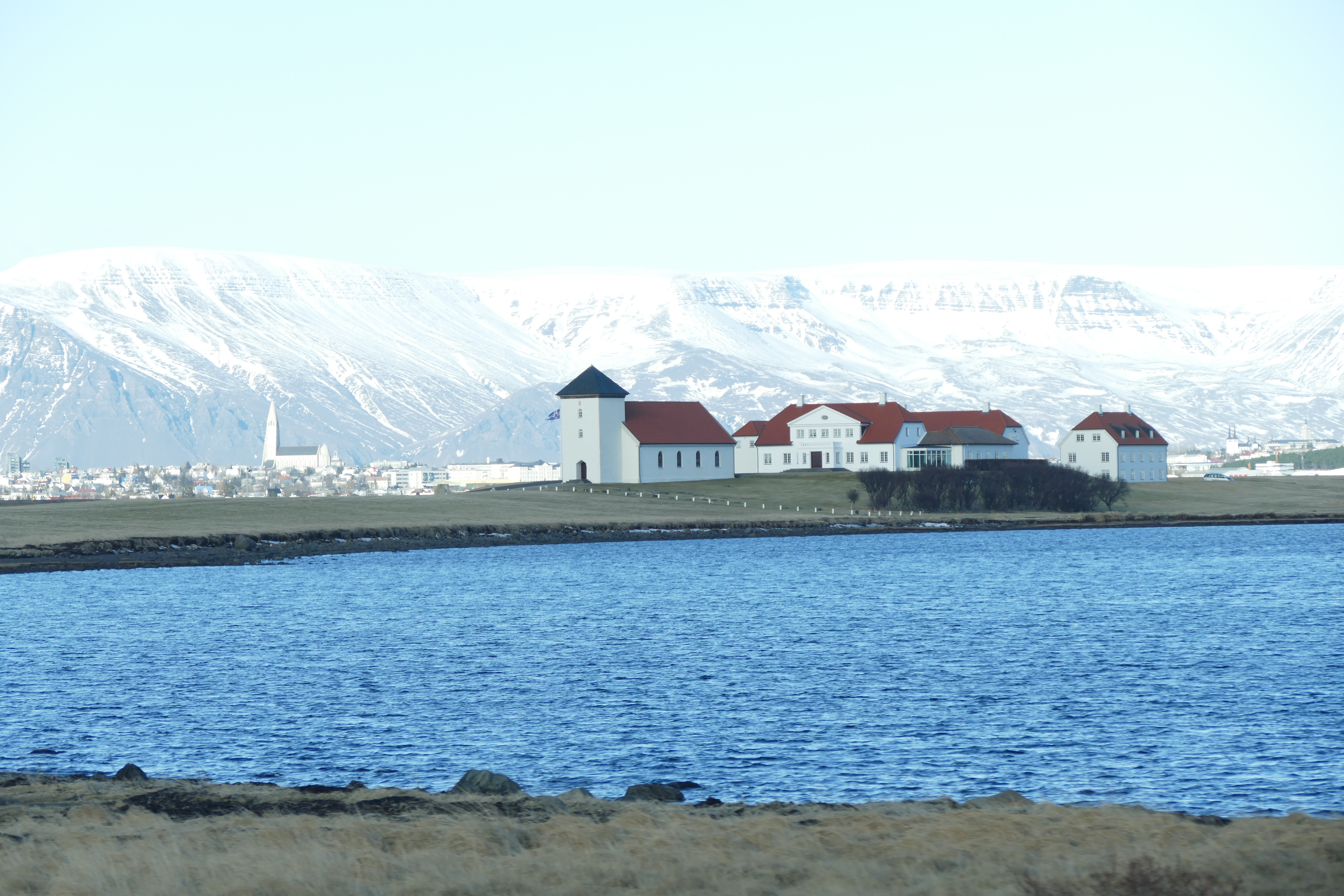
Bessastaðir med Reykjavík i bakgrunden

Om en president skulle vara förhindrad att utföra sina uppgifter ersätter ett kollektiv bestående av statsministern, talmannen i Alltinget och ordförande i Hæstirétturinn (Högsta domstolen).

## Lista över Islands presidenter
Från 1262 till 1380 var Norges monark Islands härskare och mellan 1380 och 1918 låg ön under Danmarks monark. Från 1918 till 1944 var Island ett kungarike i personalunion med Danmark, se Lista över Islands statsöverhuvuden.
| Nr | Bild | Namn                   | Från           | Till            |
| -- | ---- | ---------------------- | -------------- | --------------- |
| 1. |      | Sveinn Björnsson       | 17 juni 1944   | 25 januari 1952 |
| 2. |      | Ásgeir Ásgeirsson      | 1 augusti 1952 | 1 augusti 1968  |
| 3. |      | Kristján Eldjárn       | 1 augusti 1968 | 1 augusti 1980  |
| 4. |      | Vigdís Finnbogadóttir  | 1 augusti 1980 | 1 augusti 1996  |
| 5. |      | Ólafur Ragnar Grímsson | 1 augusti 1996 | 1 augusti 2016  |
| 6. |      | Guðni Jóhannesson      | 1 augusti 2016 | 1 augusti 2024  |
| 7. |      | Halla Tómasdóttir      | 1 augusti 2024 | Nuvarande       |